# Tetto verde

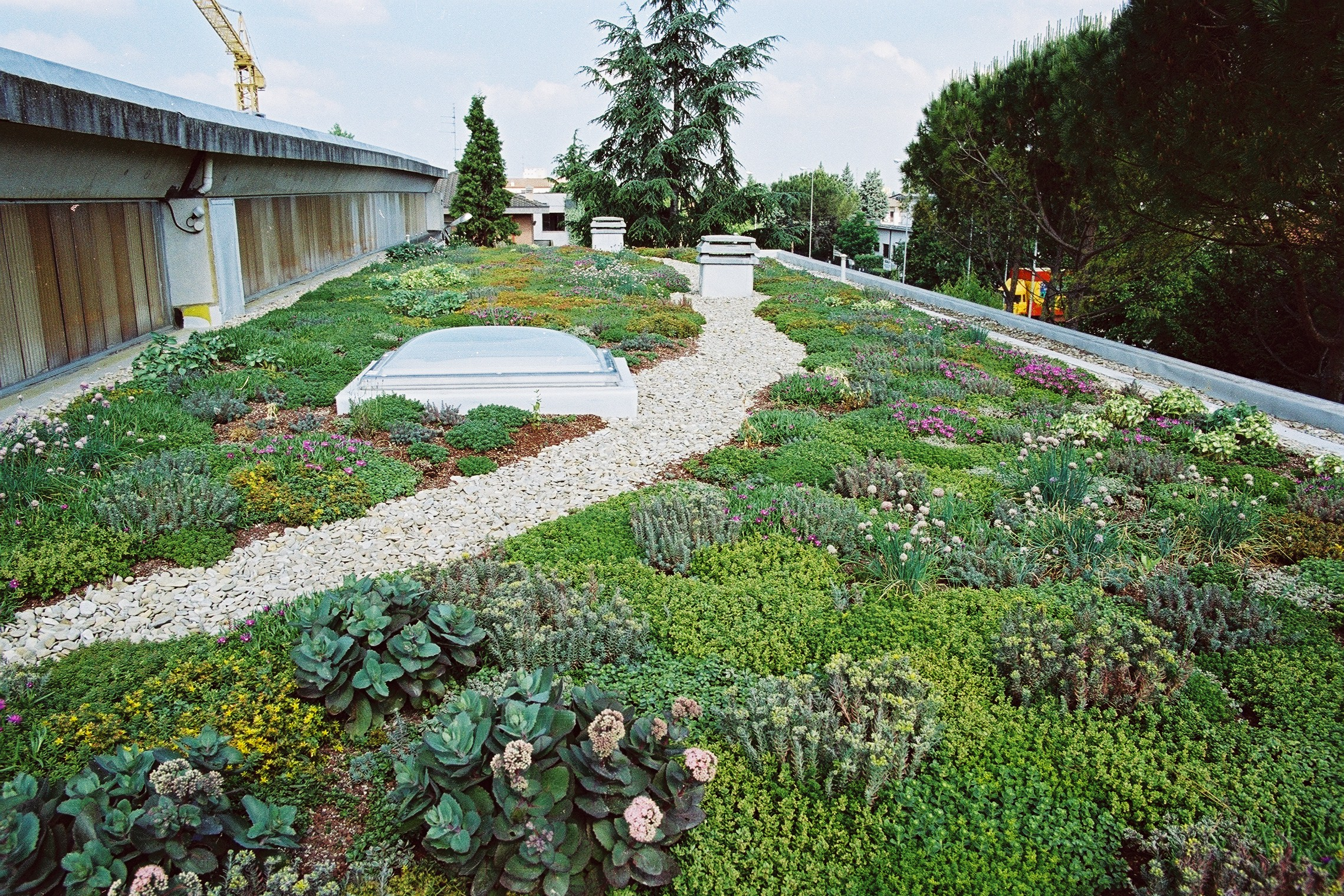
Esempio di tetto verde estensivo

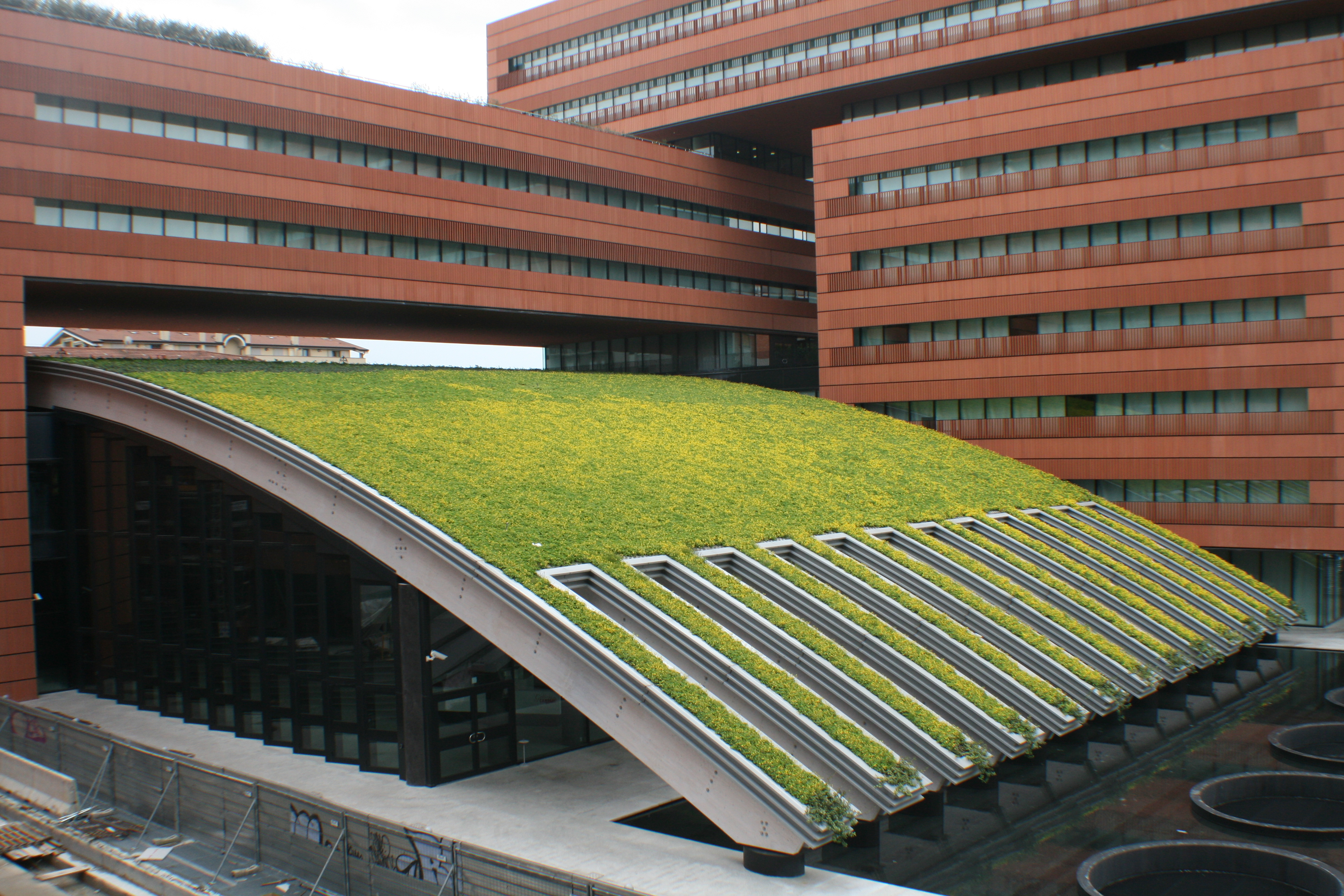
Verde estensivo inclinato

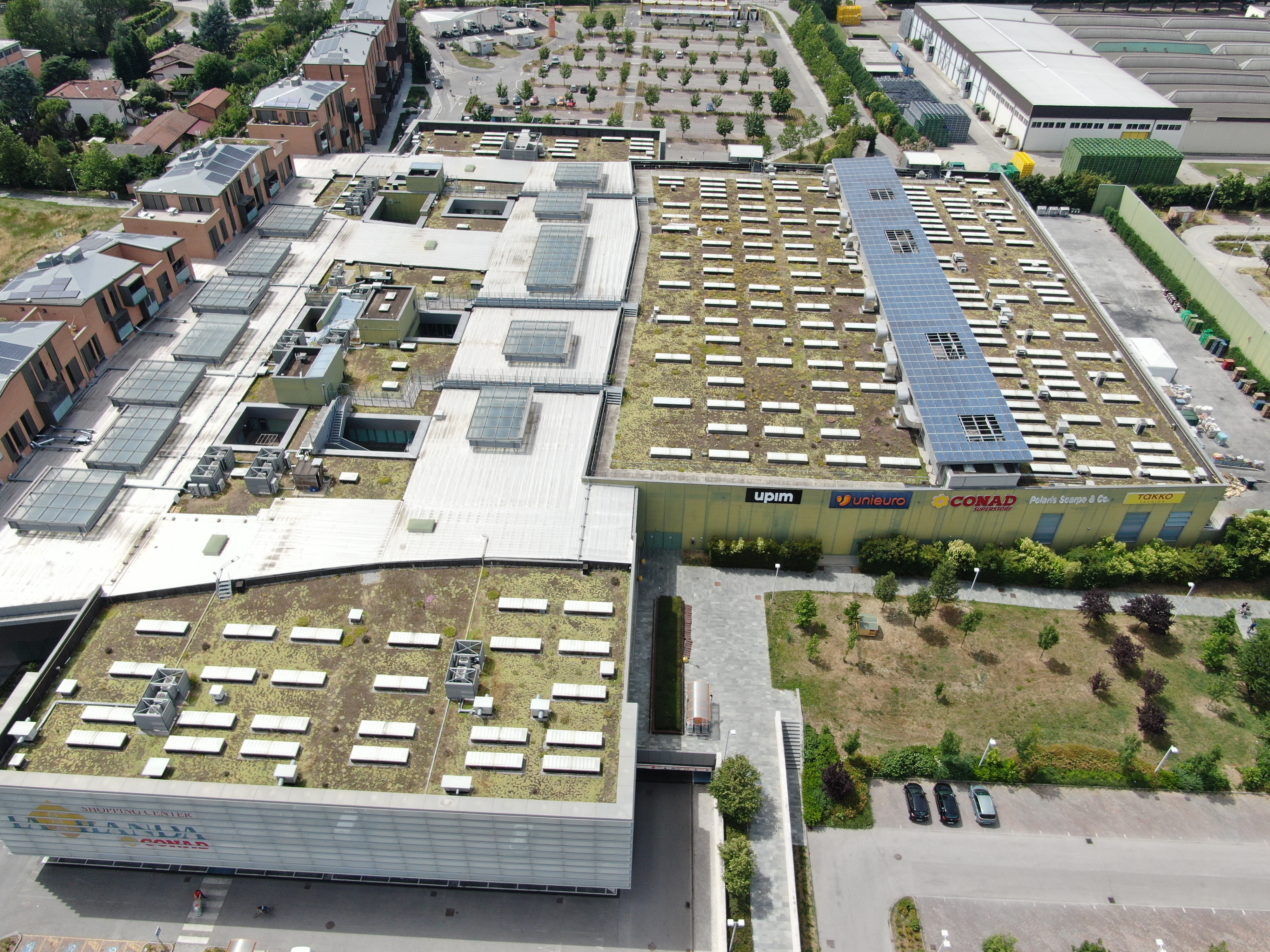
Esempio grande copertura a tetto verde

Il tetto verde (verde pensile estensivo) è una copertura (piana o inclinata) rivestita di vegetazione, nella quasi totalità dei casi sedum, realizzata per godere dei benefici tecnici generati dalle varie componenti dalla stratigrafia. Si differenzia dal giardino pensile (verde intensivo) che è realizzato per scopi prevalentemente estetici.
Il sistema utilizza specie vegetali in grado di adattarsi e svilupparsi nelle condizioni ambientali che sono poste richiedendo minimi interventi di manutenzione. Le specie sono caratterizzate da elevata capacità di insediamento, mediante efficienza riproduttiva, frugalità, resistenza agli stress idrici e termici, sia invernali che estivi.

## Codice di pratica UNI11235/2015
Secondo la propria norma di riferimento è composto da un “pacchetto” di più strati che comprende (dal basso verso l'alto):
1. Elemento portante: Dovrà essere dimensionato valutando in maniera adeguata i carichi di progetto, compresa la freccia massima e tutti i materiali componenti i singoli strati ed elementi nel rispetto della legislazione vigente.
2. Elemento di tenuta all'acqua: Ha la funzione di conferire alla copertura una prefissata impermeabilità all’acqua meteorica, deve impedire la penetrazione delle acque meteoriche e contemporaneamente proteggere gli strati.
3. Elemento di protezione all'azione delle radici: L’elemento in questione ha come scopo la protezione dell’elemento portante e l’impedimento delle radici di intaccare il manto impermeabile.
4. Elemento di protezione meccanica: Viene richiesto il requisito generale di avere la capacità di resistere all’azione dei carichi statici o dinamici, sia durante la fase di installazione, sia durante la vita utile, al fine di proteggere l’elemento di tenuta.
5. Elemento di accumulo idrico: Tale elemento rappresenta il cuore dei sistemi a verde pensile. Requisito fondamentale che esso deve assolvere è l’accumulo idrico durante le precipitazioni meteoriche o le irrigazioni.
6. Elemento drenante: Il requisito principale che l’elemento drenante deve assolvere è la capacità di drenare le acque di origine meteorica o dovute all’irrigazione.
7. Elemento filtrante: Strato di filtrazione delle particelle del substrato, che tramite movimenti meccanici naturali si muovono verso l’elemento drenante che si trova al di sotto.
8. Strato colturale: Rappresenta la principale fonte di approvvigionamento per le piante, da cui esse traggono le sostanze nutritive atte alla sopravvivenza. A esso è richiesto il controllo della capacità agronomica. L’individuazione della tipologia e dello spessore dello strato dipendono dalla tipologia di vegetazione.
9. Strato di vegetazione: Lo studio delle specie vegetali da collocare in un sistema a verde pensile, va affrontato con grande attenzione, in quanto deve esserci un'assoluta integrazione tra progettazione dello strato vegetativo dettato dalla funzione del verde e strato colturale.

Le caratteristiche più importanti sono la qualità del substrato, la quantità di accumulo d'acqua, la superficie di appoggio dell'elemento di accumulo e la apertura a pori del tessuto di filtro.
È solitamente un sistema che presenta spessore e peso ridotti per permettere di essere utilizzato sulle coperture e richiede scarsa manutenzione, poiché viene utilizzata una vegetazione composta di essenze di sedum che devono essere in grado di sopravvivere in situazioni di estrema siccità, con alte capacità di rigenerazione e auto propagazione.

## Benefici[2]
È una finitura tecnologica della copertura che fornisce diversi benefici all'edificio quali:

### Protezione dell'impermeabilizzazione
Le coperture a verde permettono la salvaguardia dei pacchetti di isolamento termico della copertura, allungandone esponenzialmente la durata e preservando la funzionalità dei manti impermeabili. 
Proteggono gli strati del pacchetto da:
- Raggi UV.
- Eventi atmosferici quali vento, grandine, formazione di ghiaccio.
- Aggressione chimica, quale ad esempio la formazione di batteri su zone d'acqua stagnante che ne modificano il Ph.
- Oscillazioni termiche.

### Isolamento termico
Il verde pensile contribuisce a trattenere il calore, riducendone la dispersione durante il periodo invernale e generando sfasamento termico che durante il periodo estivo permette una riduzione dell’utilizzo degli impianti di condizionamento.

### Abbattimento Isola di Calore
Il verde pensile è considerato un valido strumento per limitare il fenomeno dell’isola di calore e per ottenere un miglioramento  climatico dell’intero ecosistema urbano, restituendo la massa biologica venuta meno per effetto della cementificazione e ristabilendo i delicati equilibri dell’ecosistema. Una possibile soluzione per compensare questo squilibrio consiste per  l’appunto nell’impiego della vegetazione in virtù dei fenomeni propri della fisiologia della pianta. 

### Riduzione della presenza di polveri sottili
Il verde pensile porta ad una riduzione delle polveri sottili nell’aria grazie alla proprietà della massa verde di captare le particelle, trattenendole e rilasciandole poi sul substrato durante le precipitazioni, ove perdono la propria pericolosità.
Il verde pensile inoltre abbassa la circolazione delle polveri sottili nell’atmosfera, poiché, riducendo il surriscaldamento delle superfici esposte, diminuisce la formazione di correnti ascensionali responsabili della propagazione e della sospensione nell’aria delle polveri sottili.

### Creazione di nuovi habitat per la fauna selvatica
Una delle importanti funzioni ecologiche che il verde pensile può  assumere riguarda la salvaguardia delle biodiversità in contesti  urbanizzati, attraverso la riduzione dell’impatto antropico  sull’ecosistema e mediante la restituzione alla natura di nuovi  spazi fruibili per lo sviluppo della fauna e della flora autoctona.

### Regimazione idrica
Il tetto verde mitiga l'impatto della precipitazione sulla rete idrica rallentando il deflusso delle precipitazioni.
Non tutto il volume di pioggia che cade su una certa area affluisce alla rete drenante: una parte di esso è infiltrato nel  sottosuolo, un'altra viene intercettato dalla vegetazione e da essa reimmessa nell’atmosfera mediante evapotraspirazione,  quest’ultima di modesta entità rispetto all’infiltrazione.

### Isolamento acustico
La capacità fonoassorbente della vegetazione favorisce un importante diminuzione del rumore ambientale esterno e permette la riduzione dell’inquinamento acustico grazie al potere fonoisolante del sistema.

### Benessere psicofisico
Le coperture a verde permettono di godere di un maggiore benessere psicofisico, ristabilendo, nell’ambito urbano, un microclima naturale  e sociale capace di generare risposte psicologiche positive. Esse  contribuisce ad un aumento sostanziale della qualità globale di  vita e comfort, dimostrando l’importanza dell’ambiente circostante  e l’influenza che quest’ultimo esercita in molteplici ambiti, dalla  medicina alla sociologia. I benefici derivanti dal reinserimento  della vegetazione in contesti urbanizzati sono identificabili come  guadagni economici per mancata spesa per la società in generale.

## Innovazioni della tecnologia

### Blue Green Roof[7][8]
Il Blue Green Roof (BGR), oltre a tutte le funzionalità e prestazioni tipiche delle coperture a verde, offre la possibilità di accumulare, conservare e riutilizzare l’acqua piovana. 
Grazie al bacino primario il BGR contribuisce, attraverso la regimazione idrica, a infatti a limitare i danni causati dalle bombe d'acqua ed è anche riserva idrica per i periodi di scarsità di acqua. 
Per altro impiegando un sistema di sensori, pompe e algoritmi è anche possibile gestire le capacità di evapotraspirazione della copertura a verde ottimizzando le performance termotecniche della struttura.